# Vári Gyula
Vári Gyula (Nagykőrös, 1967. május 6. –) magyar repülőtiszt, volt országgyűlési képviselő, Európai parlamenti megfigyelő.

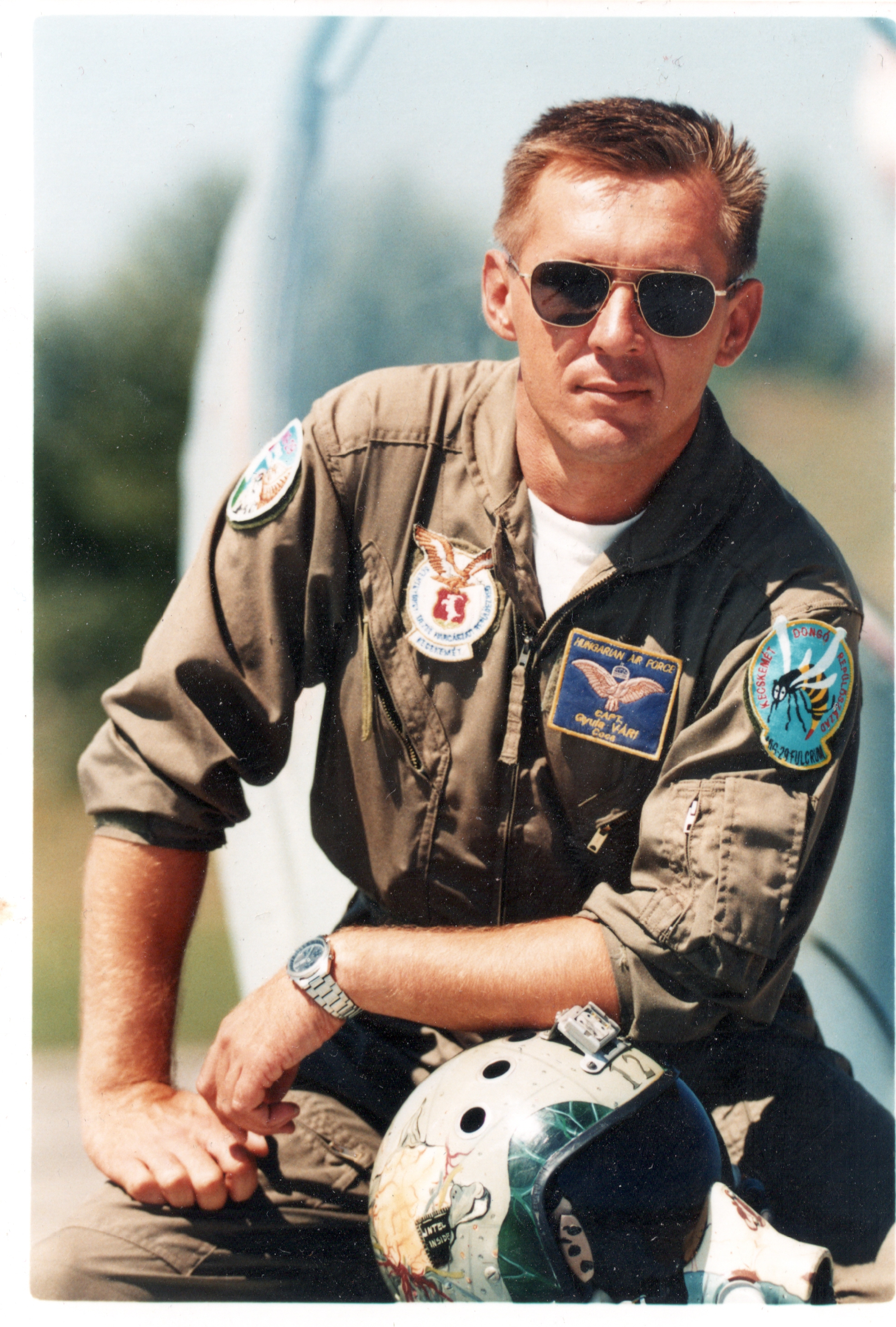
A bajnok és gépe

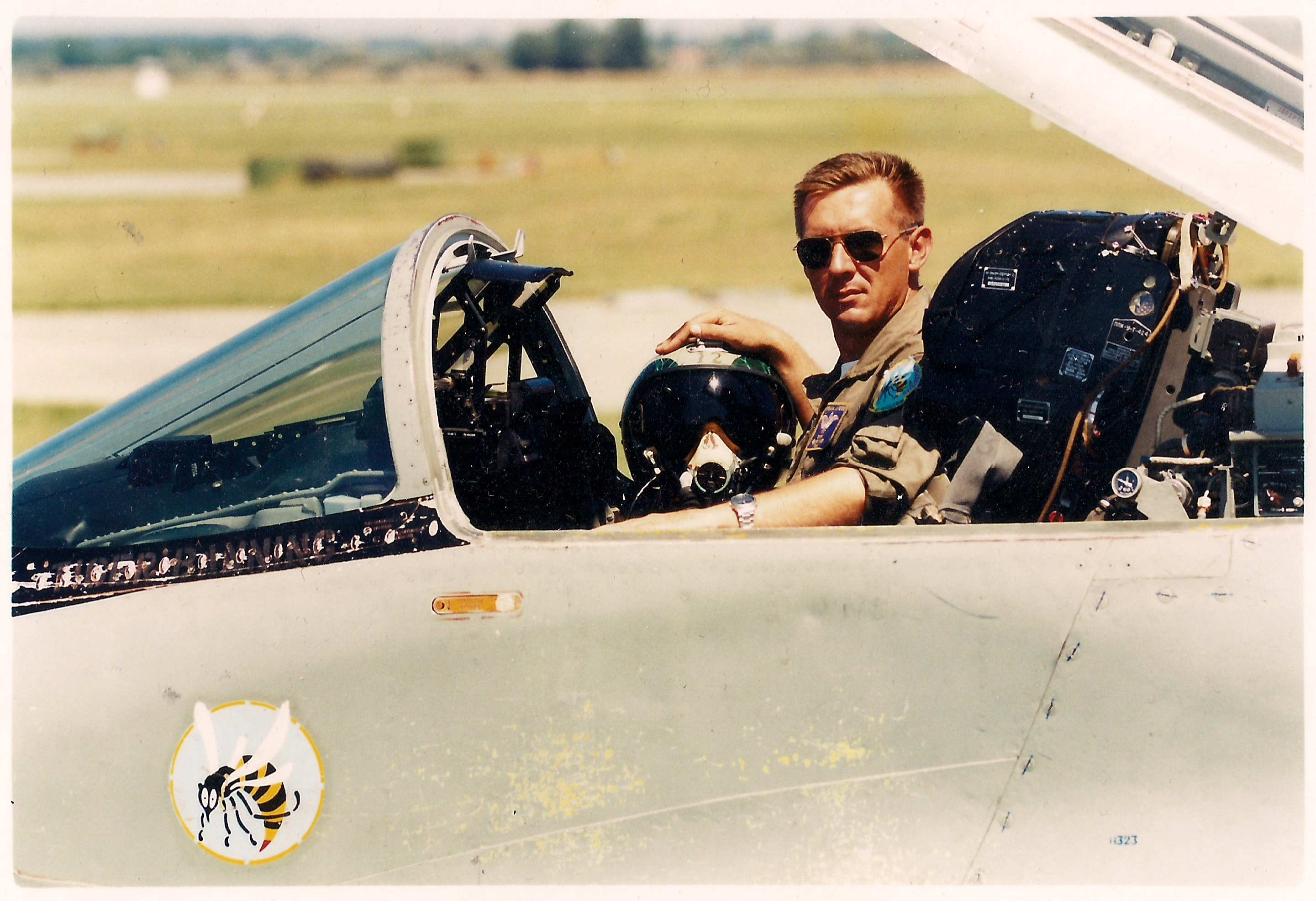
A pilótafülkében

## Tanulmányai
A középiskolában döntötte el, hogy a repüléssel kíván foglalkozni. Első repülését 1983-ban, Kiskunfélegyházán végezte Z-142 és R-26 típusú repülőgépeken. 1985-ben a szolnoki Kilián György Repülő Műszaki Főiskolán, majd a Kassai VVLS SNP Repülő Műszaki Főiskola ötéves szakán repülőmérnök-vadászpilóta szakon végzett.

## Katonai pályafutása
A kassai repülőstiszti iskola elvégzése után egy évig Szolnokra vezényelték, ahol összfegyvernemi képzésen vett részt, majd 1991-ben a Kecskeméti repülőtéren az első hajózószázadhoz osztották be. Itt kezdetben MiG–21F, MF és UM típusokon repült, majd 1993-ban egy oroszországi átképzés után MiG–29 B és MiG-29 UB típusokat kezdett el repülni. 1994-ben Belgiumban TLP (Tactical Leadership Program) harcászati kiképzést kapott, 1995-ben pedig az Amerikai Egyesült Államok Maxwell repülőbázisán, a US Air Force Akadémiáján Squadron Officer School századparancsnoki kiképzésen vett részt. 1996-tól a Magyar Légierő bemutatópilótája, 1997-től rendszeresen vesz részt nemzetközi katonai bemutatókon; valamint szakszolgálati engedélyt (PPL), illetve kereskedelmi pilóta jogosítványt (CPL) is szerez. 1998-tól sikeresen szerepelt nemzetközi versenyeken: 1998-ban, 1999-ben és 2001-ben a Royal International Air Tattoo abszolút kategória győztese. 1999-ben az egy- és kétüléses vadászrepülőgép kategóriában a legjobb bemutatóért járó díjat, 2001-ben a Lockheed-Martin cég által felajánlott Cannestra Trophy díjat is elnyerte. 2000-től az MH vitéz Szentgyörgyi Dezső 101. Repülődandár Hadműveleti és Kiképzési Főnökségén Harci Alkalmazási Főtiszt.

## Közéleti pályafutása
A Magyar Honvédségből 2002-ben lépett ki, amikor a Magyar Szocialista Párt az az évi országgyűlési választáson képviselőnek jelölte. Egyéni mandátumot bár nem szerzett, de a párt országos listáján mandátumot szerzett, így a Magyar Országgyűlés parlamenti képviselője lett. Ugyanebben az évben az Országgyűlés Nemzetbiztonsági bizottságának tagja, a Honvédelmi Bizottság alelnöke, és a Technikai és Beszerzési albizottság elnöke. A pártba 2003-ban lépett be. Nem sokkal később a párt Bács-Kiskun megyei szervezetének alelnökévé választották. A Nyugat-európai Unió Parlamenti Közgyűlésében a magyar delegáció helyettes tagja, a NATO Parlamenti Közgyűlésében a magyar delegáció vezetője. 2003 és 2004 között az Európai Parlament megfigyelője, 2004-ben pedig az Európai Unió parlamenti képviselője. 2006-ban nem jutott országgyűlési mandátumhoz, majd 2007-ben a párt megyei elnökévé választották.
2003 és 2006 között a Magyar Repülő Szövetség elnöke, 2004-től a ferihegyi Repülőgép Emlékpark kuratóriumi tagja. 2007-től 2010-ig a Lakitelek Aeroclub Sportegyesület elnökeként funkcionált, majd 2008-tól 2012-ig a matkópusztai repülőtér üzemeltetője is ő volt. 2009-től a Magyar Műrepülő válogatott tagja. 2012-ben UL A1 (együléses ultrakönnyű) és UL A2 (kétüléses ultrakönnyű) kategóriában jogosítást szerzett, egyben UL A2 oktató is. 2014-től a „Legendák a levegőben” Airshow csoport tagja, valamint 2017-től az Orion Sportrepülő Egyesület elnöke. Megalakulása óta tagja a Magyar Könnyűrepülő Sport Szövetségnek és a Magyar Könnyűrepülő Szövetségnek; a Ballószögi-, Veszprémi- és a Kiskőrösi Repülő Egyesületek tagja. Jelenleg oktatói, bemutató- és berepülő szakképesítéssel rendelkezik merevszárnyú repülőeszközön. Felsőfokú angol, cseh és szlovák nyelvvizsgával rendelkezik.

## Díjak, kitüntetések
- 1998 Royal International Air Tattoo abszolút kategória győztes
- 1999 RIAT abszolút kategória győztes, egy- és kétüléses vadászrepülőgép kategória legjobb bemutatóért járó díj elnyerője
- 2001 RIAT abszolút kategória győztes, Lockheed-Martin Cannestra Trophy elnyerője
- 2006-tól Máltai Lovag
- 2007 „European Air Venture” kategória győztes Jak-52 repülőgéppel
- 2009 Magyar Motoros Műrepülő Nemzeti Bajnokság Jak-52 kategória 1. helyezett
- 2010 Magyar Motoros Műrepülő Nemzeti Bajnokság Jak-52 kategória 1. helyezett
- 2010 Magyar Motoros Műrepülő Nemzeti Bajnokság „Freestyle” kategória 1. helyezett
- 2012 „Massa Airshow” díjazottja (Aeroclub di Marina di Massa, Olaszország)
- 2014 „Forte dei Marmi” Airshow díjazottja (Aeroclub Bresso, Olaszország)
- 2015 „Parma Airshow” díjazottja (Aeroclub Parma, Olaszország)
- 2017 5. Danubia Motoros Műrepülő Kupa középhaladó kategória 1. Ismeretlen Program 2. helyezett
- 2017 5. Danubia Motoros Műrepülő Kupa középhaladó kategória 3. Ismeretlen Program 2. helyezett
- 2017 5. Danubia Motoros Műrepülő Kupa középhaladó kategória „Freestyle” 3. helyezett

## Családja
Nős, házasságából két leánygyermeke született.